# Ludwig Karl Schmarda
Ludwig Karl Schmarda (Olomouc, 23 agosto 1819 – Vienna, 7 aprile 1908) è stato un naturalista austriaco.

## Biografia
Studiò a Vienna e nel 1850 diventò professore presso l'Università di Graz, dove anche fondò il Museo Zoologico, e a Praga. Nel 1853-1857 viaggiò in tutto il mondo e nel 1862 fu nominato professore presso l'Università di Vienna. Per il governo fece delle investigazioni sull'industria della pesca presso le coste austriache (1863-1865) e francesi (1868) e, dopo essersi ritirato dal servizio nel 1883, visitò la Spagna e la costa africana nel 1884, nel 1886 e nel 1887.

## Opere principali
- Andeutungen aus dem Seelenleben der Thiere (1846).
- Zur Naturgeschichte der Adria (1852).
- Die geographische Verbreitung der Thiere (1853).
- Zur Naturgeschichte Aegyptens (1854).
- Neue wirbellose Thiere (1859–1861.
- Reise um die Erde (1861).
- Zoologie (1871; seconda edizione, 1877–1878).